# (10) Higía
(10) Higía es un asteroide perteneciente al cinturón de asteroides que orbita entre los planetas  Marte y Júpiter, descubierto el 12 de abril de 1849 por el astrónomo italiano Annibale de Gasparis (1819-1892) desde el observatorio de Capodimonte en Nápoles, Italia. Está nombrado por Higía, una diosa de la mitología griega. El nombre fue sugerido por Ernesto Capocci (1798-1864). Aunque añadieron a la denominación el adjetivo «Borbonica», en honor de la casa real de Nápoles, no tardó en caer en desuso.
Es el cuarto más grande, con un diámetro medio de 400 km, y una masa estimada en el 3 % del total de la del cinturón de asteroides. Sin embargo, fue el décimo en ser identificado porque su superficie oscura hace que el asteroide sea menos visible de lo que le correspondería por su tamaño. De hecho, alcanza en promedio la magnitud 10,2 en la oposición.

## Características orbitales
Higía está situado a una distancia media del Sol de 3,139 ua, pudiendo alejarse hasta 3,501 ua y acercarse hasta 2,778 ua. Tiene una excentricidad de 0,1153 y una inclinación orbital de 3,841°. Emplea en completar una órbita alrededor del Sol 2032 días. Da nombre a la familia asteroidal de Higía.

## Características físicas
Según pruebas espectrales, se cree que la superficie de Higía consiste en primitivos materiales carbonáceos similares a los encontrados en las condritas carbonáceas meteoríticas. Se han detectado en la superficie residuos de alteración acuosa, lo que podría indicar la presencia en el pasado de hielo de agua que se calentó lo suficiente como para fundirse. La presencia de una composición superficial tan primitiva indicaría que (10) Higía no se habría diferenciado durante la formación del sistema solar  en contraste con otros planetesimales grandes como Vesta.
Higía es el miembro principal de la familia de Higía (contiene más del 90 % de la masa) y el más grande de los oscuros asteroides del tipo  C dominantes en el cinturón de asteroides exterior, que se extiende más allá de 2,82 ua. Por su forma es un esferoide visiblemente achatado por los polos, con un diámetro medio de 444 ± 35 km y una relación entre semiejes de 1,11 —la mayor entre los cuatro mayores objetos del cinturón—. Al igual que Ceres, su densidad es relativamente baja, más parecida a la de los satélites de Júpiter y Saturno que a los planetas y asteroides rocosos.
Debido a su superficie oscura y a la gran distancia que lo separa del Sol, aparece muy débil cuando se observa desde la Tierra a pesar de ser el cuerpo más grande en su región. De hecho, es el tercero más débil de los primeros veintitrés asteroides descubiertos: solo Egeria y Tetis tienen brillos más bajos en oposición. En la mayoría de las oposiciones, Higía tiene una magnitud de 10,2 —cuatro órdenes inferior a la de Vesta—, por lo que se necesita un telescopio de al menos cuatro pulgadas para verlo. Sin embargo, en una oposición de perihelio se puede llegar a verlo con unos prismáticos de 10×50, pues puede alcanzar una magnitud de 9,1. En contraste, los dos siguientes asteroides en tamaño, Interamnia y Davida, siempre están más allá de la visibilidad de unos prismáticos o binoculares.
Al menos se han seguido cinco ocultaciones estelares de Higía desde la Tierra, pero con tan pocos observadores independientes que no se ha podido deducir su forma. El telescopio espacial Hubble ha resuelto el asteroide y descartado la presencia de un compañero orbital mayor de 16 km de diámetro.

### Rotación
Su rotación es inusualmente lenta. Tarda 27 horas y 37 minutos en rotar sobre su eje, mientras que la mayoría de asteroides grandes tienen rotaciones de entre 6 y 12 horas. Se piensa que su sentido de giro es retrógrado, aunque existe una ambigüedad en los datos de la curva de luz agravada por su largo periodo de rotación que hace que los periodos de observación telescópica sean en el mejor de los casos solo una fracción de la rotación completa. El análisis de la curva de luz indica que los polos de Higía apuntan hacia las coordenadas eclípticas (β, λ) = (30°, 115°) o (30°, 300°) con 10° de incertidumbre. Esto da una inclinación axial de aproximadamente 60° en ambos casos.